# Rico Caliente
Rico Caliente (ur. w 1976 r. w Hiszpanii) – hiszpański piosenkarz.
W roku 2003 Rico Caliente i Jay Del Alma nawiązali współpracę z Milagro Music Entertainment i zaczęli odnosić pierwsze sukcesy, wtedy też powstał projekt Pachanga. Za europejskim sukcesem stoi niemiecka grupa producencka media29.com, która zrobiła remiks piosenki "Loco".
Obecnie mieszka w San Juan.

## Albumy
- Recontra Locos Latinos (2006)
- La Revolucion De Pura Raza (2008)

## Piosenki
- Calienta 2008
- Loco
- Hispano Style
- Como Estas
- Como Estas ft Sean Paul
- I dont like reggaeton
- Close To You
- Uuuole
- Hip Hop Hooray 2006
- Final
- Sabes ci Reggeaeton
- Si Sierra
- Muevelo
- Baby Believe Me
- El Tren (uh uh)
- Provocalo
- Me Amas Aun
- Try Again
- Tu Sol
- Todos Jontos ft Mr.Easy
- Sabro Son
- Shake Ya Ass
- Porque No
- Baila Mami
- Te Aseguro Que Si
- Tu Mean In Spanish
- Requerdo De Amor
- One Milions
- Puerto Rico
- Crazy Frog ft Pachanga In The House
- Galeo Vi Remix Pachanga Hip Hop Hooray